# 弟猾
弟猾（おとうかし）とは、記紀等に伝わる古代日本の人物。『古事記』では弟宇迦斯と表記されている。大和国(奈良県)の宇陀（うだ）の豪族、兄猾（兄宇迦斯、えうかし）の弟。

## 経歴
記紀の伝えるところによると、兄猾の神日本磐余彦天皇（かむやまといわれひこ の すめらみこと）暗殺の陰謀を密告して、これを事前に防いでいる。
『書紀』巻第三ではさらに磐余彦に従軍し、磯城邑（しきのむら）の、各八十梟帥（やそたける）と高尾張邑（たかおわりのむら）の赤銅（あかがね）の八十梟帥の存在を教え、天香具山の埴土を取り、天平瓮（あめ の ひらか）を造ることで、天社（あめつやしろ）国社（くにつやしろ）の神を祭ることを進言したという。磐余彦は事前にみた夢のお告げが吉兆であると分かり、すぐさまこれを実行すべく、椎根津彦（しいねつひこ）を老父（おきな）、弟猾を老嫗（おうな）の容貌ににせてメイクし、粗末な服と蓑笠・箕をおのおのに着せ、二人に天香具山の頂の土をとってくるようにと命令した。
この時、敵兵が道に満ち溢れていて、往還することは難しかった。そこで椎根津彦が「うけい」をして、「我が君がよく此の国をお定めなさるはずのものならば、行こうとする先の道よ、自然に通れるようになれ。もし不可能ならば賊は必ず防禦するだろう」と言った。敵兵たちは、「なんて醜い翁と嫗なんだろう」と言って、道をあけて通らせた。二人は山へ到着して、埴土を持って帰ってきた。
磐余彦は、この土で八十平瓮（やそびらか＝たくさんの平瓮）や天手抉（あめ の たくじり＝供え物用の手で作った粗末な土器）八十枚（やそち＝たくさんの枚数）、厳瓮（いつへ＝神酒を盛る神聖な土器）をつくり、丹生の川上にのぼって、天神地祇をお祭りになった。そして、うけいを重ねた。
10月1日、厳瓮の粮（おもの＝供物）を口にした磐余彦は、八十梟帥を国見丘（くにみのおか）にうち破り、斬り捨てた。この戦いで、天皇は勝利を確信した、という。
その後、戦争が終わり、辛酉年、磐余彦が神武天皇として即位した。その一年後の2月2日、恩賞を定める際に、弟猾は猛田邑（たけだのむら）を与えられ、「猛田県主」となった。
『古事記』では、宇陀の水取（もいとり）の祖先であることを伝えている。『書紀』巻第二十九によると天武天皇の時代の683年、水取造(もいとりのみやつこ)ら38氏に「連」の姓が授けられている。